# Prőhle Henrik (fuvolaművész)
Prőhle Henrik (Pozsony, 1936. június 8. – 2022. január 19.) fuvolaművész, szólista, kamaramuzsikus, egyetemi tanár.

## Életpályája
1951–1956 között a Bartók Béla Zeneművészeti Szakiskolában Jeney Zoltán oktatta. 1956–1961 között a Liszt Ferenc Zeneművészeti Főiskolán Hartai Ferenc tanította. 1957–1962 között a MÁV Szimfonikusok tagja, 1961–1996 között az Operaház és a Budapesti Filharmóniai Társaság Zenekara első fuvolása, 1967–1971 között a győri zeneművészeti szakközépiskola oktatója, 1971–1975 között a Zeneművészeti Főiskola Győri Tagozatának főiskolai docense volt. 1975–1992 között a Liszt Ferenc Zeneművészeti Zeneművészeti Főiskola docense, 1992–2006 között egyetemi tanára, 1996–2006 között tanszékvezetője volt.
Tanítványai voltak többek közt Gyöngyössy Zoltán, Győri Noémi, Hibay Éva és Ittzés Gergely.

## Családja
Szülei Prőhle Henrik és Lányi Irma voltak. 1961-ben házasságot kötött Bányay Zsuzsanna csellistával (1939–2020). Két gyermekük született: Gergely (1965) és Katalin (1973).

## Díjai
- Bartók Béla–Pásztory Ditta-díj (1986)
- Komor Vilmos-emlékplakett (1992)
- A Magyar Köztársasági Érdemrend kiskeresztje (1996)
- Doppler-díj (2001)
- a Magyar Felsőoktatásért emlékplakett (2006)